# Кабарга

Череп кабарги

Кабарга, або мускусний олень (лат. Moschus) — рід невеликих ссавців, єдиний рід родини кабаргових (Moschidae). Мешкає у вкритих лісами або чагарниками гірських районах Південної Азії. На відміну від інших оленів не мають рогів, крім того у самців є великі ікла.
Латинська назва виду походить від дав.-гр. μόσχος — мускус. Moschiferus перекладається як «той, що містить мускус».

## Зовнішній вигляд
Довжина тіла — до 1 м, хвоста — 4—6 см, висота в пахолку — до 70 см; маса — 11—18 кг. Задні ноги непропорційно довгі, тому в кабарги, яка стоїть, крижі на 5—10 см вищі пахолка. Хвіст короткий.
Роги відсутні. Самці мають довгі вигнуті ікла. Вони виступають з-під верхньої губи на 7—9 см. Їх олені застосовують як зброю під час гонів. Самці кабарги мають черевну залозу, яка виділяє мускус.
Шерсть у кабарги густа та довга, але ламка. Забарвлення буре або коричневе. Молоді особини по боках і на спині поцятковані нечіткими світло-сірими плямами.

## Поширення
Кабарга поширена від Східних Гімалаїв і Тибету до Східного Сибіру, Кореї та Сахаліну. Заселяє переважно крутосхили, які поросли хвойним лісом. Найчастіше зустрічається на висоті 600—900 м, рідше до 1600 м над рівнем моря. Тільки в Тибеті і Гімалаях піднімається на висоту до 3000 м і вище.

## Спосіб життя
Улюбленим місцем проживання кабарги є темнохвойні ділянки тайги з кам’яними розсипищами та виходом на поверхню скель. На таких ділянка звірі живуть осіло, поодинці, рідше групами. В середньому займають індивідуальні ділянки від 30 га літом і до 10—20 га взимку.
Харчується кабарга деревними лишайниками, гілочками, листям, корою дерев, травою, мохом і навіть грибами. У раціоні кабарги переважають епіфітні і наземні лишайники. Взимку їх частка в її раціоні становить майже 99%. Ця особливість харчування визначає розподіл кабарги по ізольованих угіддях. Добавкою до раціону кабарги слугує також хвоя ялиці і кедра, деякі зонтичні, листя чорниці, папороті, хвощ та інші рослини. Зазвичай тварини харчуються біля повалених дерев, обвішаних лишайниками, об'їдають лишайники з опалих гілок і збирають обтрушені лишайники з поверхні снігу. Збираючи корм, тварина може підніматися похилим стовбуром дерева або стрибати з гілки на гілку до висоти 3-4 метрів.
Кабарга - чудовий стрибун, за рівнем маневреності майже не має собі рівних. Вона здатна на ходу, не зменшуючи швидкості, змінювати напрямок руху на 90 °. Рятуючись від переслідувача, кабарга, як заєць, заплутує сліди.
У кабарги багато природних ворогів. На Далекому Сході її основний ворог - харза, яка полює на кабаргу сім'ями. Нерідко підстерігає тварину під час харчування рись, а також переслідують росомаха та лисиця.

## Соціальна структура і розмноження
Кабарга тримається поодинці, рідше - групами до трьох особин. У сімейних групах тварини співіснують між собою мирно, але стосовно сторонніх особин вони надзвичайно агресивні. Під час гону між самцями одного віку відбуваються справжні поєдинки - тварини ніби переслідують одне одного, намагаючись вдарити передніми ногами або іклами по крупу, хребту або шиї супротивника. При тривалих поєдинках сильніший збиває слабшого на землю, б'є його ногами, а потім встромляє в нього ікла. Інколи це призводить до смерті переможеного.
Спарюється кабарга в грудні-січні. Через 185-195 днів самки народжують 1-2 дитинчат.
Статевої зрілості молоді кабарги досягають у віці 15-18 місяців. Тривалість їхнього життя в природі всього 4-5 років,в неволі - до 10-14 років.

## Мускус кабарги
На череві самця кабарги розташована мускусна залоза. Вміст її – це густий, коричнево-бурого кольору секрет, який має дуже гострий запах. В одній залозі дорослого самця міститься 10-20 г натурального мускусу - найдорожчого продукту тваринного походження.
Хімічний склад мускусу дуже складний: жирні кислоти, віск, ароматичні та стероїдні сполуки, складні ефіри холестерина. Основний носій мускусного запаху - макроциклічних кетон мускон. Леткі компоненти мускусу несуть інформацію про вік та стан самця і можуть прискорювати тічку в самок.
Перша згадка про мускус в Європі датована 390 роком н. е.. Про нього знали середньовічні лікарі Ібн Сіна- і Серапін. В XIV ст. Марко Поло зазначав, що країна Ерінгул має дуже цінний мускус. Розміщувалася та країна напевно на території сучасної Монголії або в Західному Китаї. Мускус на Сході додавали в ліки від меланхолії, а також носили в мішечках на грудях, щоб запобігти пристріту і врокам. Мускус також широко використовувався арабськими і тибетськими народними цілителями як засіб що посилює статеву потенцію чоловіків.
Широко використовується мускус в східній медицині і сьогодні. У Китаї його містять понад 200 лікарських препаратів. Експерименти, проведені в Індії, довели, що мускус має загальностимулюючу дію на серце і центральну нервову систему, а також ефективний як протизапальний засіб.
В Європі мускус, як медичний препарат, великої популярності не набув, але тут йому знайшли інше застосування - в парфумерній промисловості як фіксатора запахів.
Крім мускусної залози, у самців кабарги на внутрішній поверхні хвоста є залози, що виділяють секрет з різким «козлиним» запахом. При дефекації екскременти, стикаючись із залозою, набувають цього запаху.
У середині XX століття в Саудівській Аравії з'явилися перші ферми де вирощують кабаргу. Тут мускус добувають гуманним способом, не травмуючи тварини.
Тварин відловлюють стаціонарними ящиковими пастками, що унеможливлює вироблення твариною оборонної реакції на людину, як потенційну небезпеку. Для заманювання кабарги в ящик-пастку використовується харчова приманка - лишайник або зерно. Спіймана тварина переганяється в іммобілізаційний бокс, конструкція і розміри якого не дозволяють рухатися тварині. Потім самця присипляють за допомогою ін'єкції ксилазину в комбінації з кетаміном. Іммобілізація і сон тривають в середньому 40 хвилин, а повне відновлення рухової активності звіра настає через чотири-п'ять годин. Перед витискуванням мускусу попередньо вводиться в мішечок срібний шпатель з жолобом, через який і виводиться секрет залози назовні.
Після відбору мускусу знерухомленого самця перетримують увесь час в спеціальному боксі. Дуже важливо відзначити, що жоден самець кабарги не загинув і не був травмований в процесі видобутку мускусних зерен.
Особливу поширення він отримав на Близькому Сході, де чорний мускус є найпопулярнішим чоловічим ароматом. Цей аромат - різкий, терпкий, стійкий.